# Tschingelfirn

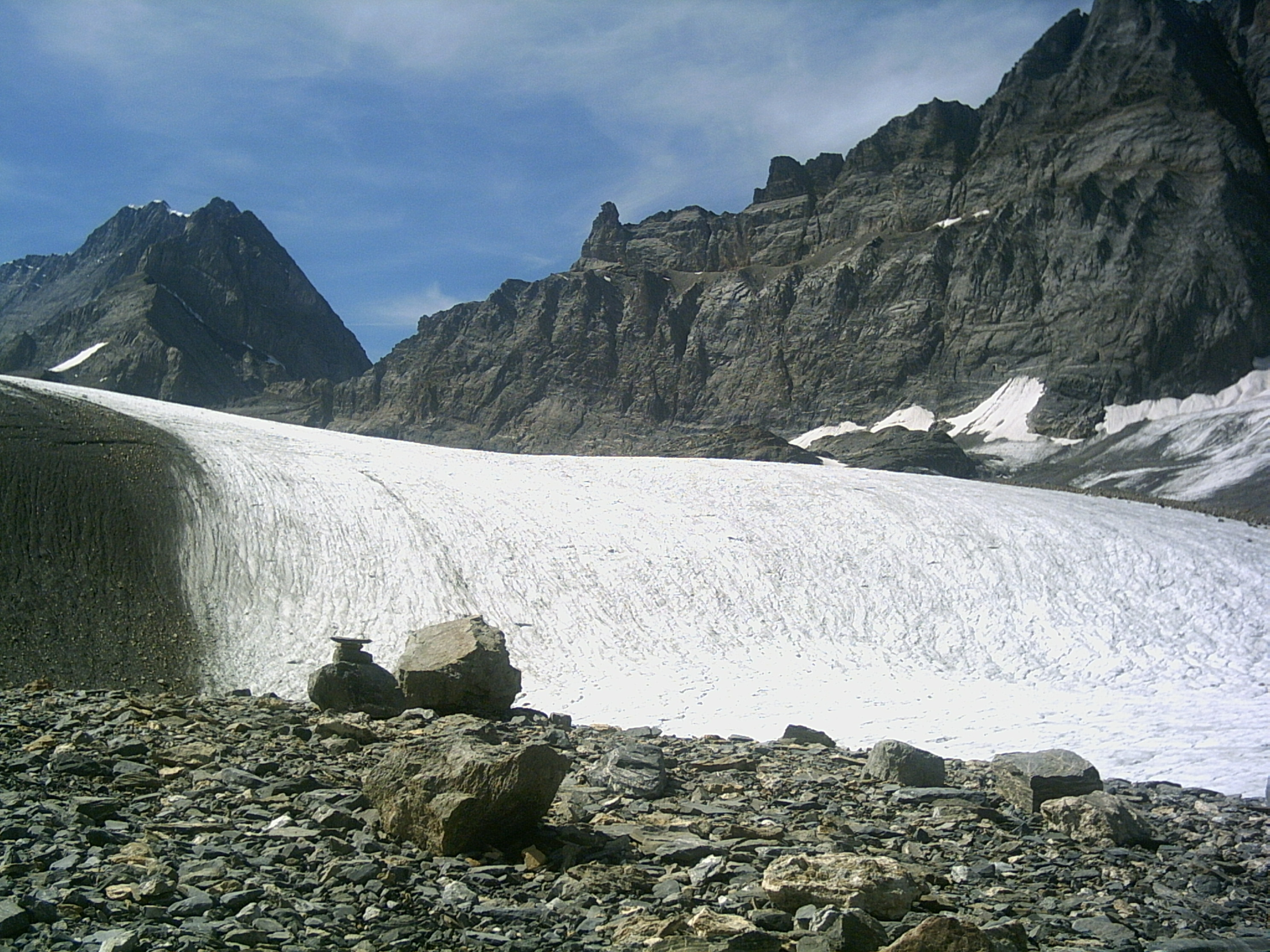

De Tschingelfirn is een firnbekken en dalgletsjer op een noordelijk georiënteerde helling van de Berner Alpen, in het kanton Bern in Zwitserland. De gletsjer heeft een lengte van 3,5 km, is tot 2 km breed en heeft een oppervlakte van iets meer dan 5 km².

## Ligging
Het startpunt van de Tschingelfirn ligt op de noordwestelijke flank van de Tschingelhorn op ruim 3300 m. Eerst stroomt de gletsjer steil de helling af naar het noorden. In het dal komt een andere arm samen vanaf de oostelijke flank van de Blüemlisalp. Daarna beweegt de Tschingelfirn zich naar het oosten, in het noorden geflankeerd door de markante rotskam van de Gspaltenhorn en de Tschingelspitze. De gletsjertong bevindt zich momenteel op een hoogte van ongeveer 2200 m. Het mondt uit in de Tschingel-Lütschine, die zich later met een andere bronbeek verenigt tot de Weisse Lütschine en door het Lauterbrunnental naar de Brienzersee stroomt.
In het westen is de Tschingelfirn via firn-bedekte passen (Tschingelpass) verbonden met de Kanderfirn ten noorden en ten zuiden van de Mutthorn.

## Evolutie
Tijdens het hoogtepunt van de Kleine IJstijd rond het midden van de 19e eeuw werd de gletsjertong van de Tschingelfirn (ook bekend als de Tschingelgletsjer) verbonden met die van de Breithorngletsjer. Door het smelten van de gletsjers is dit westelijke deel van de Breithorngletsjer nu bijna volledig gescheiden en wordt het de Wetterlückengletsjer genoemd. Deze gletsjer strekt zich uit over een lengte van 2 km op de oostelijke flank van de Tschingelhorn.